# Ogloblinia argenteopilosa
Ogloblinia argenteopilosa is een hooiwagen uit de familie Gonyleptidae.